# Miina Äkkijyrkkä

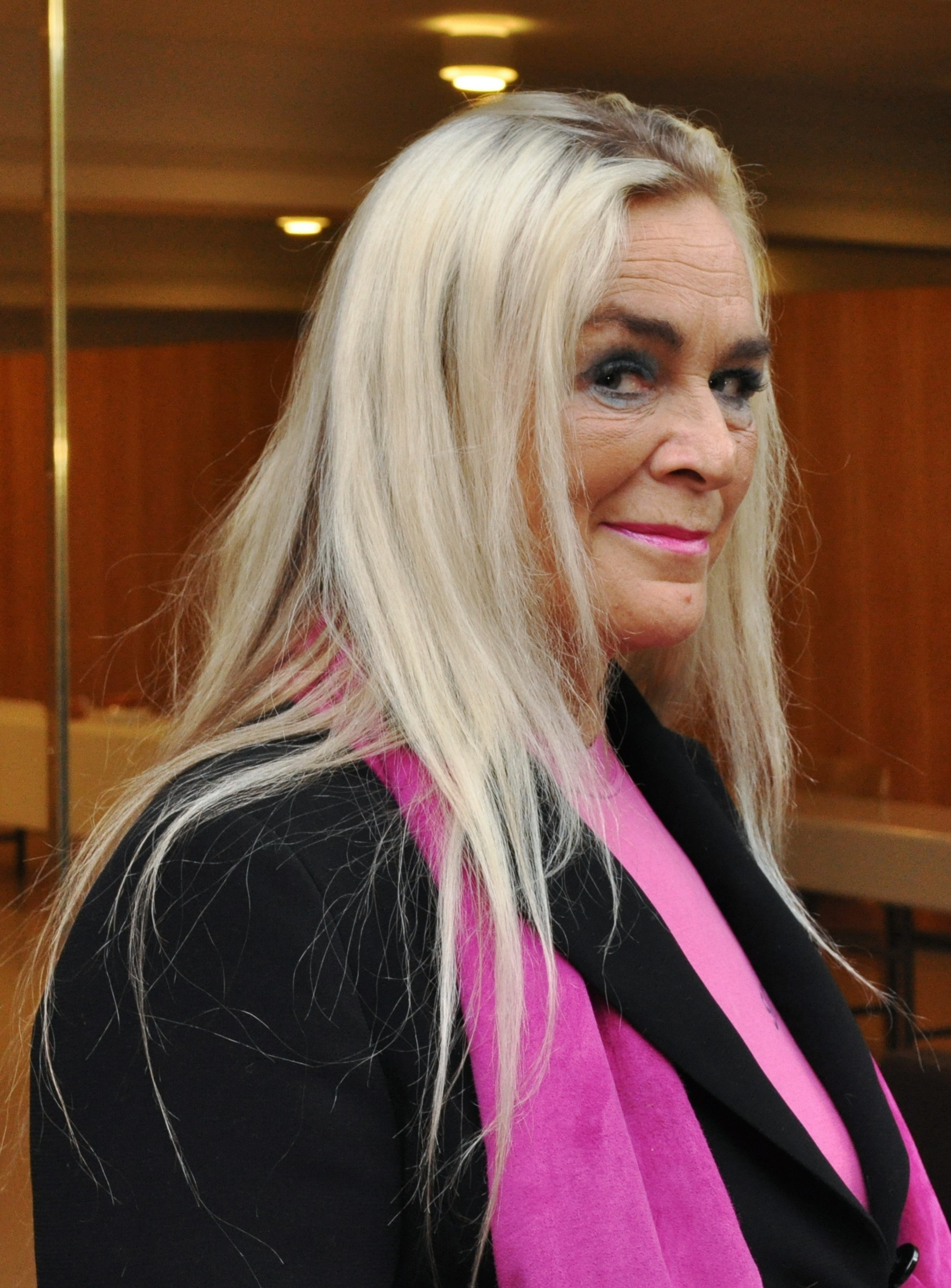
Miina Äkkijyrkkä.

Miina Maria Äkkijyrkkä (till 1979 Riitta  Loiva, sedan 2004 även känd som Liina Lång), född 2 juli 1949 i Idensalmi, är en finländsk skulptör och tecknare.
Äkkijyrkkä studerade 1969–1973 vid Finlands konstakademis skola och ställde ut första gången 1973. Hon blev känd som kreatursuppfödare och hästfarmare på Skata gård i Nordsjö i östra Helsingfors som hon arrenderade av staden, men måste lämna 2010 efter att blivit uppsagd. Som konstnär har hon skapat sig ett namn främst som skulptör, men hon har även framträtt med performanser med levande kor, fiktiva kompositioner, ljud- och lukteffekter. 
Till Äkkijyrkkäs arbeten, som bland annat ställts ut offentligt i Helsingfors, hör skulpturer föreställande kor utförda av sammansvetsat metallavfall, såsom gammalt bilskrot. Bland hennes offentliga skulpturer kan nämnas ett monument över Kvinnoarbete i Nivala (1983), jordkonstverket Lovsång till schaktningsarbete i Aittokoski, Sonkajärvi (1985), Talolehmä (Huskon), en skulptur av en ko på bostadsmässan i Varkaus (1991), en föreställande reliefskulptur av travhästen Vieteri i Itis (1994) och TeknoVasikka (Teknokalven) i Tavastehus (2002). Hon höll 2004 en galleriutställning i Helsingfors, Hallun planeetta. Hon har publicerat artiklar om sin konst i bland annat Taide-lehti. 